# Маглаконі
Маглаконі (груз. მაღლაკონი) — село в Грузії.
За даними перепису населення 2014 року в селі проживає 204 особи.